# Alopecosa licenti
Alopecosa licenti är en spindelart som först beskrevs av Schenkel 1953.  Alopecosa licenti ingår i släktet Alopecosa och familjen vargspindlar. Inga underarter finns listade i Catalogue of Life.